# TV4-nyheterna Umeå

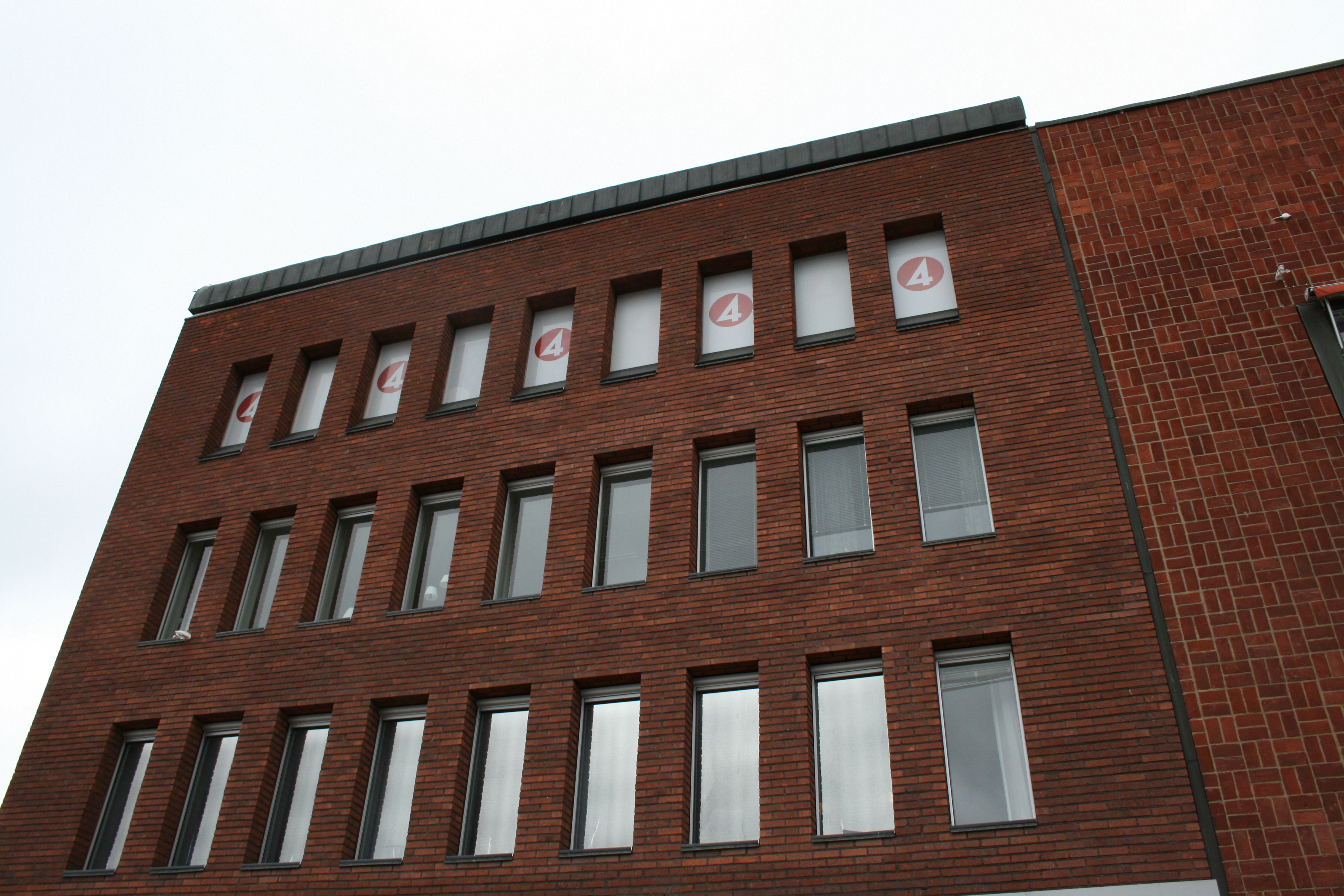
Tv4 i Umeå

TV4-nyheterna Umeå, tidigare TV4 Botnia och TV4 Västerbotten, var en av TV4-gruppens 25 lokala stationer. TV4-nyheterna Umeå hade sitt kontor på Renmarkstorget 6 i Umeå. Därifrån sändes TV4-gruppens lokala nyhetssändningar från lokalredaktionerna i Umeå, Skellefteå, Luleå, Sundsvall och Östersund.[källa behövs] Ansvarig utgivare var Petter Antti. TV4-nyheterna Umeå sände 6 gånger varje vardag. Fyra av sändningarna var under Nyhetsmorgon. Dessutom sände man cirka 19.00 och 22.30 utom fredagar.
Sedan en tid tillbaka lade TV4 Umeå också ut vissa nyheter på Twitter. Redaktionen lägger också löpande ut sina nyheter på Facebook.
TV4 beslutade den 9 april att lägga ner sina lokala sändningar.